# دنیلیه ماسالا

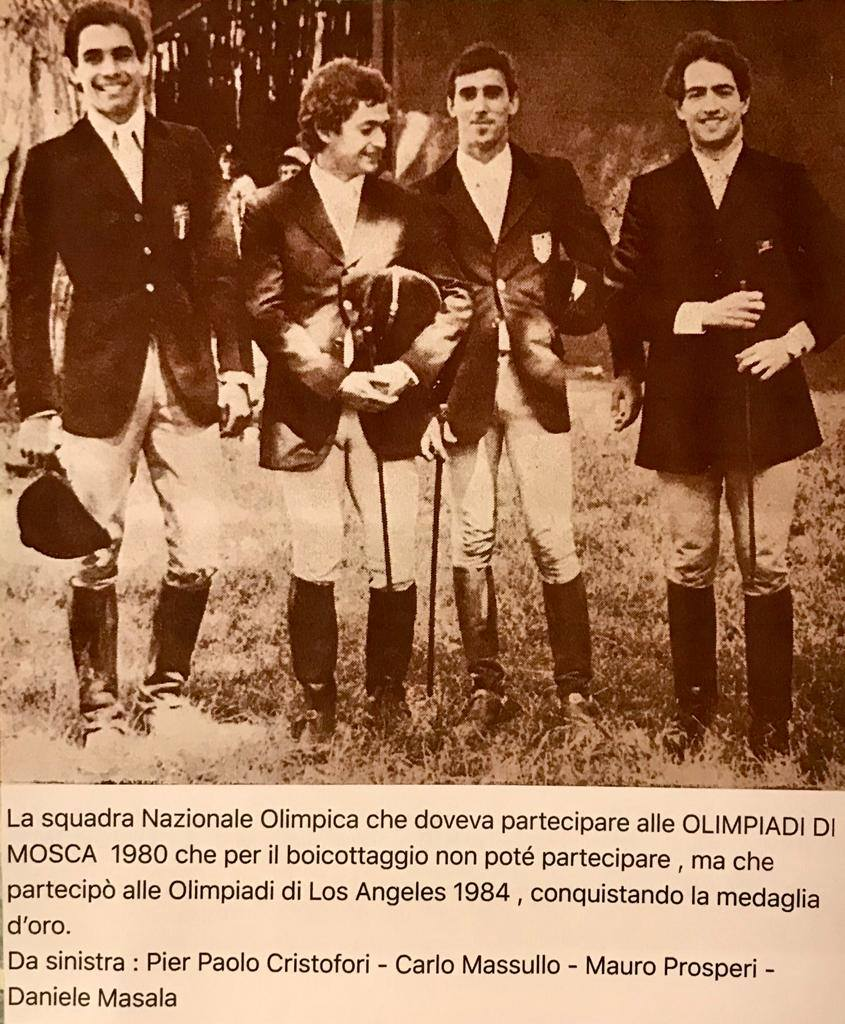
دنیلیه ماسالا (نفر اول سمت راست تصویر) - ۱۹۸۰

دنیلیه ماسالا (ایتالیایی: Daniele Masala؛ زادهٔ ۱۲ فوریهٔ ۱۹۵۵) ورزشکار پنج‌گانه مدرن اهل ایتالیا است.